# Feliks Kulpiński
Feliks Kulpiński – polski lekkoatleta, specjalizujący się w biegach sprinterskich.

## Osiągnięcia
- Mistrzostwa Polski seniorów w lekkoatletyce (5 medali)[1]
  - Bydgoszcz 1933
    - srebrny medal w sztafecie 4 × 100 m
    - srebrny medal w sztafecie 4 × 400 m
    - brązowy medal w biegu na 200 m
    - brązowy medal w biegu na 400 m

  - Poznań 1934
    - brązowy medal w sztafecie 4 × 100 m